# Trần Đức (nhà Minh)
Trần Đức (chữ Hán: 陈德, ? – 1378), tự Chí Thiện, người phủ Hào Châu, hành tỉnh Giang Chiết , tướng lãnh đầu đời Minh.

## Tham gia bình nam
Đức sinh ra trong một gia đình nông dân, gia nhập nghĩa quân của Chu Nguyên Chương ở Định Viễn, lấy chức Vạn phu trưởng tham chiến, nhờ công tích mà được làm Trướng tiền Đô tiên phong. Đức tham gia giữ các thành Ninh, Cù, Vụ, được cất nhắc làm Nguyên soái. Tướng của Trương Sĩ Thành là Lý Bá Thăng tấn công Trường Hưng, Đức đến cứu, đánh đuổi hắn ta. Sau đó Đức tham gia cứu viện Nam Xương, đại chiến hồ Bà Dương, bắt được Diêu bình chương ở thủy trại địch. Thuyền của Chu Nguyên Chương mắc cạn, Đức ra sức chiến đấu, mình trúng 9 mũi tên mà không lui. Sau đó Đức tham gia chiếm Vũ Xương, đánh bại quân đội của Trương Sĩ Thành ở Cựu Quán, được cất nhắc làm Thiên Sách vệ thân quân chỉ huy sứ. Bình xong Trương Sĩ Thành, Đức được tiến làm Thiêm đại đô đốc phủ sự.

## Tham gia chinh bắc
Tiếp đó Đức theo Đại tướng quân Từ Đạt bắc tiến Trung Nguyên, hạ Biện Lương của nhà Nguyên. Từ Đạt lập Hà Nam hành đô đốc phủ, lấy Đức làm Thự phủ sự, coi việc đánh dẹp các lực lượng chưa quy phục. Đức đánh ra Sơn Tây, phá Ma Bàn trại ở Trạch Châu, bắt tham chánh Dụ Nhân, rồi hội họp với đại quân để đánh hạ Bình Dương, Thái Nguyên, Đại Đồng. Đức theo đại quân vượt Hoàng Hà lấy Phụng Nguyên, Phượng Tường; đến Tần Châu, tướng giữ thành Lữ quốc công bỏ trốn, ông đuổi theo bắt được. Từ Đạt vây Trương Lương Thần ở Khánh Dương, Lương Thần cậy anh trai là Trương Tư Đạo làm ngoại viện, sai sứ đi lại, bị Đức bắt cả, nên hạ được Khánh Dương. Sau đó Đức tham gia đại phá Khoách Khuếch Thiếp Mộc Nhi ở Cổ Thành, thụ hàng 8 vạn lính.

## Tham gia bình Thục
Năm Hồng Vũ thứ 3 (1370), Đức được phong Lâm Giang hầu, ăn lộc 1500 thạch, nhận thêm thế khoán. Năm sau (1371), Đức theo Dĩnh Xuyên hầu Phó Hữu Đức đánh Thục, chia đường vào Miên Châu, phá Long Đức, đánh bại lực lượng của Ngô Hữu Nhân, thừa thắng nhổ Hán Châu. Bọn Hướng Đại Hanh, Đái Thọ muốn chạy về Thành Đô, Đức đuổi theo đánh bại họ, rồi cùng Phó Hữu Đức vây Thành Đô. Bình xong Thục, Đức được ban bạc, lụa, rồi quay về Biện Lương.

## Tham gia chinh tây
Năm thứ 5 (1372), Đức được làm Tả phó tướng quân, cùng Phùng Thắng đánh Mạc Bắc, phá địch ở núi Biệt Đốc, chém được hàng vạn người. Đức tham gia hạ Cam Túc, lấy Diệc Tập Nãi lộ (Khara-Khoto), lưu lại binh sĩ giữ cửa quan rồi về. Năm sau (1373), Đức lại được làm Tổng binh ra Sóc Phương, đánh bại địch ở núi Tam Xóa, bắt bọn Phó xu Thất Lạt Hãn hơn 70 người. Mùa thu năm ấy, Đức lại ra đánh ở Đáp Lạt Hải khẩu, chém 600 thủ cấp, bắt bọn Đồng thiêm Hãn Đô 54 người. Cả thảy Đức 3 lần đi đánh nhà Bắc Nguyên, đều thành thắng lợi.
Năm thứ 7 (1374), Đức tham gia luyện binh ở Bắc Bình. Năm thứ 10 (1377), Đức được quay về Phượng Dương. Năm thứ 11 (1378), Đức mất, được truy phong Kỷ quốc công, thụy là Định Tương.

## Hậu sự
Con trai là Trần Dung (? – 1387) được tập phong. Năm thứ 16 (1383), Dung được làm Chinh nam tả phó tướng quân, đánh dẹp giặc cướp ở vùng núi Long Tuyền; sau đó tham gia luyện binh ở Biện Lương. Năm thứ 19 (1386), Dung cùng Tĩnh Hải hầu Ngô Trinh xây thành Hội Châu. Năm thứ 20 (1387), Dung theo Phùng Thắng đánh Nạp Cáp Xuất, sắp đến Kim Sơn thì lạc đường, mất liên hệ với đại quân, rồi tử trận.
Năm thứ 23 (1390), triều đình truy luận tội Đức là bè đảng của Hồ Duy Dung, trong chiếu thư còn nói khi Dung chinh tây phạm lỗi lầm, phải chịu chỉ trích. Đức bị kết tội thông mưu với Hồ Duy Dung, nên tước hầu bị trừ bỏ.